# Mandole argelino
El  mandole argelino (mandol o mondol) es instrumento que se asemeja a una mandolina alargada, está hecho de cuerdas de acero, y es popular en la música de Argelia, Cabilas, Chaâbi y Nuba (música clásica Andaluz).
El nombre puede llevar a confusión, ya que "mandole" es una palabra francesa para mandola, el instrumento del cual fue desarrollado. El mandole argelino no es, sin embargo, un mandola, pero si es del tamaño de un mandocello.
El instrumento también ha sido llamado un "mandoluth" cuando se describe el instrumento tocado por el músico argelino-francés, Hakim Hamadouche. Sin embargo, el lutier para uno de los instrumentos de Hakim lo describe como un mondole.

## Estructura
Es un instrumento de cuerda, construido en una caja como una guitarra, pero con forma de almendra, como la mandola, con una parte posterior plana, planteó diapasón, y de cuello ancho (como el de una guitarra). Se puede encontrar de ocho, diez, o doce cuerdas duplicadas, y puede tener otras para proporcionar cuartos de tonos, que se utilizan para reproducir música árabe y melodías turcas . Una variación es tener la más gruesa de las cuerdas sola en lugar de doble. El agujero de sonido es normalmente en forma de diamante, pero puede ser redondo, y a veces con rosetas.
Los instrumentos han sido creados con una longitud de escala de 25.5 pulgadas (650 mm), pero también los hay de 27 pulgadas. La longitud total del instrumento es de aproximadamente 990 mm (alrededor de 39 pulgadas). El ancho es de 340 mm (alrededor de 13,4 pulgadas) y la profundidad de 75 mm (3 pulgadas).
La longitud de la escala pone al mandole en la gama de instrumentos barítonos o bajos, como el mandocello. El mismo puede ser afinado como una guitarra, oud o mandocello, dependiendo de la música que interprete el músico. Cuando es afinado como una guitarra, las cuerdas se pueden ajustar (E2) (E2) A2 A2 D3 D3 G3 G3 B3 B3 (E4) (E4). El uso del mandole como un oud árabe requiere de una afinación D2 D2 G2 G2 A2 A2 D3 D3 (G3) (G3) (C4) (C4). Para que se pueda utilizar como un mandocello la afinación se da con quintas partes C2 C2 G2 G2 D3 D3 A3 A3 (E4) (E4).

## Historia

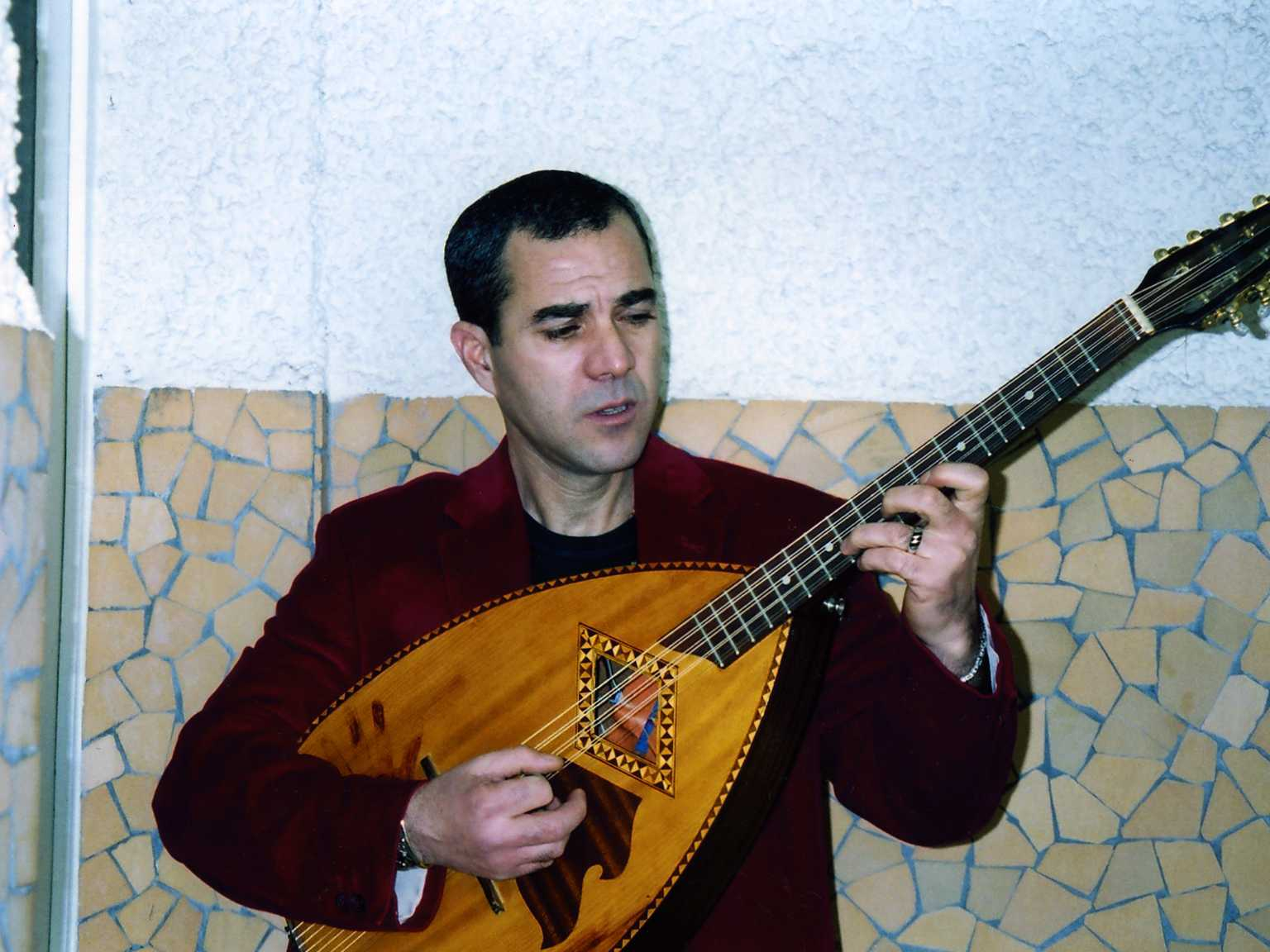
Karim Tizouiar con un mandole. Su música ayuda a conservar y revivir la lengua amazig y su patrimonio.

El mandole fue la mandola europea, renacida en Argelia. En el Norte de África la variante fue creada en 1932 por el lutier italiano Jean Bélido, siguiendo las recomendaciones hechas por el músico argelino El Hadj M'Hamed El Anka.
El Anka, quien es conocido por sus contribuciones a la música Chaâbi, aprendió a tocar la mandola mientras era joven. Encontrando la mandola utilizada en las orquestas andaluz "demasiado fuerte y poco amplificada".
Bélido, un profesor de música y lutier en Bab El Oued, cambio el tamaño de la "demi-mandole" aumentandolo y cambiando la estructura de la caja de resonancia, el espesor y las cuerdas. El instrumento que él creó es más cercano al mandolonchelo en la familia de las mandolinas.

## Músicos

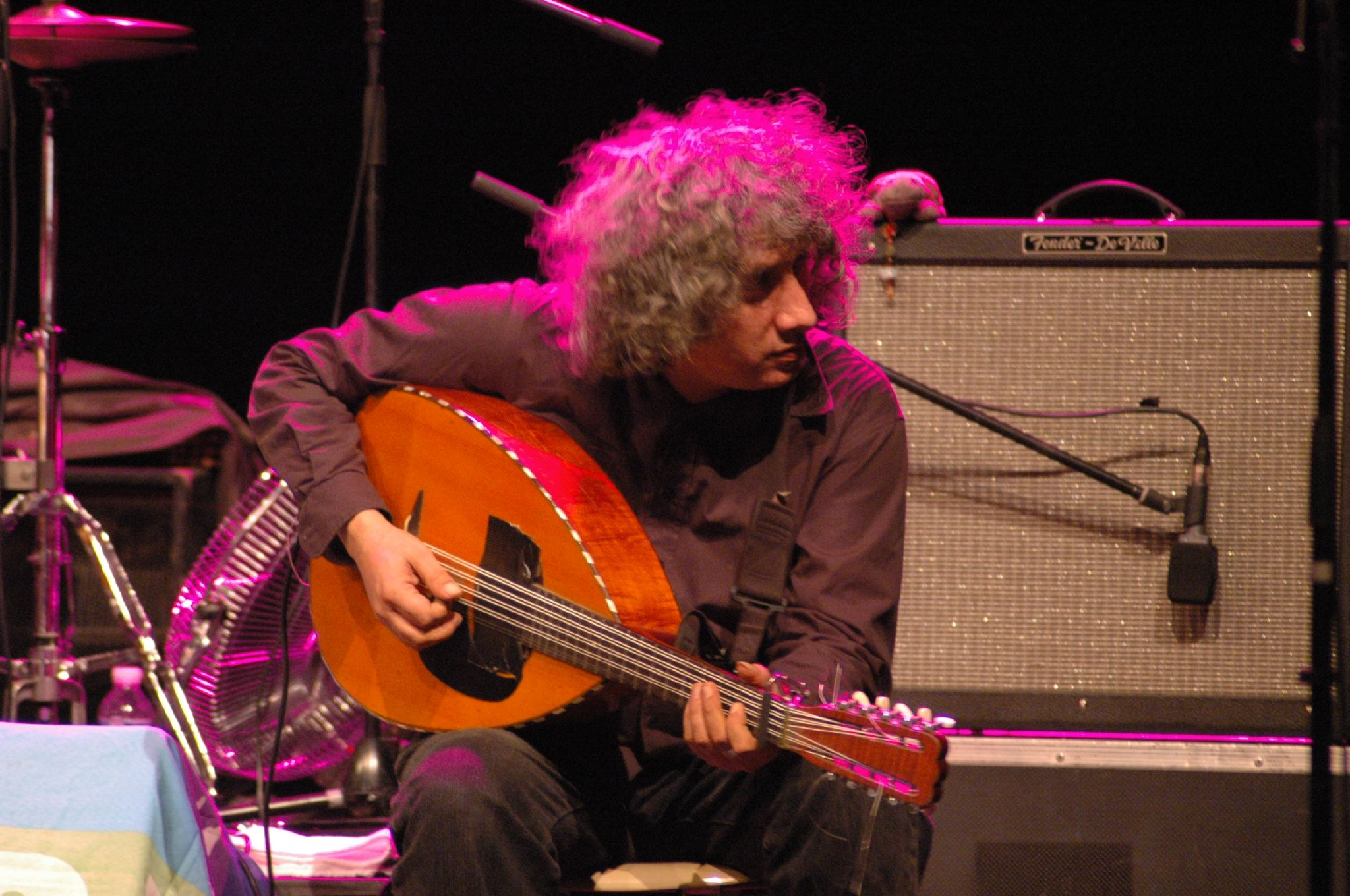
Hakim Hamadouche tocando un mandole eléctrico de 10 de cuerdas en Marsella.

- Mohammed Rouane, (también deletreado Rowan y Rawan) músico argelino, exguitarrista del grupo de flamenco mediterráneo y pionero Casbah Jazz.[13][6]
- Youcef Abdjaoui
- Kader Fahem, un bereber cabiliano que interpreta Flamenco de Andalucía con su mandole.
- Abderrahmane Abdelli
- Moh Alileche, nacido y criado en Cabilia, interpreta música con una mandole de 10 cuerdas - o "agember" en lenguaje Tamazight - en el área de San Francisco Bay.
- Mohamed Abdennour (también conocido como P'tit Moh)[13]
- El Hachemi Guerouabi[6] su objetivo son las audiencias más jóvenes, introduciendo cambios en sus composiciones.
- Amar Ezzahi[6]
- Boudjemaa El Ankis[6]
- Dahmane El Harrachi
- Takfarinas[6] intérprete del mandole eléctrico de dos cuellos[13]
- Cheikh El Hasnaoui[13]
- Lounès Matoub[13][6]
- Proyecto Costa - intérpretes de mandole de Gales, Reino Unido crean música en un mandole hecho por el lutier francés, François Baudemont[14]

## Lutiers
- Rachid Chaffa, es un lutier de mandole para los artistas Guerrouabi, Amar Ezzahi, Boudjemaa El Ankis, Takfarinas y Maatoub Lounas.[15]